# Aqua (інтерфейс)
Aqua — це GUI (графічний інтерфейс користувача) та головна тема зовнішнього вигляду операційної системи Mac OS X. Стиль Аква та сам GUI були вперше представлені на Macworld Conference & Expo в січні 2000 року в Сан-Франциско. Стів Джобс відзначив: «Однією з цілей розробки було, щоб коли ви бачили Aqua — хотіли облизати його.» Вперше цей стиль було використано в iMovie 2 липня 2000 року. Елементи дизайу Aqua складають єдиний зовнішній вигляд більшості програм Mac OS X. Його метою є «з'єднати колір, глибину, прозорість і складні текстури у візуально привабливому інтерфейсі» Mac OS X додатків. Aqua є наступником GUI Platinum, що використовувався в Mac OS 8 і 9.